# Atli Örvarsson
Atli Örvarsson (Akureyri, 7 luglio 1970) è un musicista e compositore islandese.
Ha composto musiche per film e serie televisive, tra cui: Hansel & Gretel - Cacciatori di streghe, Rams - Storia di due fratelli e otto pecore e Chicago P.D..

## Filmografia parziale

### Cinema
- Stuart Little 3 - Un topolino nella foresta (Stuart Little 3: Call of the Wild) - film d'animazione, regia di Audu Paden (2005)
- The Last Confederate: The Story of Robert Adams, regia di A. Blaine Miller (2007)
- Prospettive di un delitto (Vantage Point), regia di Pete Travis (2008)
- Babylon A.D., regia di Mathieu Kassovitz (2008)
- The Code (Thick as Thieves), regia di Mimi Leder (2009)
- Il quarto tipo (The Fourth Kind), regia di Olatunde Osunsanmi (2009)
- L'ultimo dei Templari (Season of the Witch), regia di Dominic Sena (2011)
- The Eagle, regia di Kevin Macdonald (2011)
- Hansel & Gretel - Cacciatori di streghe (Hansel & Gretel: Witch Hunters), regia di Tommy Wirkola (2013)
- Shadowhunters - Città di ossa (The Mortal Instruments: City of Bones), regia di Harald Zwart (2013)
- A Single Shot, regia di David M. Rosenthal (2013)
- The Perfect Guy, regia di David M. Rosenthal (2015)
- Rams - Storia di due fratelli e otto pecore (Hrútar), regia di Grímur Hákonarson (2015)
- 17 anni (e come uscirne vivi) (The Edge of Seventeen), regia di Kelly Fremon Craig (2016)
- Come ti ammazzo il bodyguard (The Hitman's Bodyguard), regia di Patrick Hughes (2017)
- Ploi (Lói: Þú flýgur aldrei einn) - film d'animazione, regia di Árni Ásgeirsson (2018)
- La fine (How It Ends), regia di David M. Rosenthal (2018)
- Eurovision Song Contest - La storia dei Fire Saga (Eurovision Song Contest: The Story of Fire Saga), regia di David Dobkin (2020)
- Come ti ammazzo il bodyguard 2 - La moglie del sicario (Hitman's Wife's Bodyguard), regia di Patrick Hughes (2021)
- Senza limiti (Sous Emprise), regia di David M. Rosenthal (2022)

### Televisione
- NYPD - New York Police Department (NYPD Blue) - serie TV, 2 episodi (2002)
- Law & Order: Criminal Intent - serie TV, 2 episodi (2002-2005)
- Dragnet - serie TV, 6 episodi (2003-2004)
- Six Degrees - Sei gradi di separazione (Six Degrees) - serie TV, 6 episodi (2006-2007)
- Law & Order: LA - serie TV, 20 episodi (2010-2011)
- Chicago Fire - serie TV (2012-in corso)
- Chicago P.D. - serie TV (2014-in corso)
- Chicago Med - serie TV (2015-in corso)
- Chicago Justice - serie TV, 13 episodi (2017)
- FBI - serie TV (2019-in corso)
- FBI: Most Wanted - serie TV (2020-in corso)
- In difesa di Jacob (Defending Jacob) - miniserie TV, 8 puntate (2020)
- Silo - serie TV (2023-in corso)

## Premi
- BMI Film & TV Award - vinto nel 2016 per Chicago P.D., Chicago Med, Chicago Fire e The Perfect Guy.[2]